# 194262 Nové Zámky
(194262) Nové Zámky, denumire internațională (194262) Nove Zamky, este un asteroid din centura principală de asteroizi.

## Descriere
194262 Nové Zámky este un asteroid din centura principală de asteroizi. A fost descoperit pe 10 octombrie 2001 la Observatorul Palomar în cadrul programului NEAT. Asteroidul prezintă o orbită caracterizată de o semiaxă mare de 2,29 ua, o excentricitate de 0,01 și o înclinație de 5,3° în raport cu ecliptica.